# Michael Alt
Michael Alt (* 15. Februar 1905 in Aachen; † 20. Dezember 1973 in Dortmund) war ein deutscher Musikpädagoge. Er ist der Verfasser der musikdidaktischen Konzeption Orientierung am Kunstwerk.

## Leben
Michael Alt studierte ab 1925 an der Universität zu Köln Musikwissenschaft, Philosophie, Pädagogik, Germanistik und Soziologie und ab 1926 Schulmusik an der Kölner Musikhochschule. Somit gehörte er zur ersten Generation, die nach der Kestenberg-Reform Schulmusik studierten. Anschließend war er als Studienreferendar und Studienassessor an Höheren Schulen und auch als Dozent für Musikerziehung am Aachener Konservatorium (1931–1934) tätig. 1929 gründete er den Fachverband der Musikphilologen, den ersten organisierten Zusammenschluss deutscher Musiklehrer, den er bis 1933 auch leitete.
Nach der Machtergreifung der Nationalsozialisten trat er zum 1. Mai 1933 der NSDAP bei (Mitgliedsnummer 2.084.732).
Mit seiner Dissertation „Eine Darstellung der Typen des musikalischen Genießens und Wertens beim Jugendlichen und ihrer pädagogischen Bedeutung“ promovierte er 1934 an der Universität zu Köln. 1936 schrieb er in der Zeitschrift Die Musik einen Artikel mit dem Titel: Richard Wagner nationalsozialistisch gesehen, den er später in seiner Kurzbiografie bei Karl Gustav Fellerer nicht mehr erwähnte.
1937 wurde Alt zum Studienrat ernannt. Die Hochschule für Lehrerbildung in Oldenburg berief ihn 1937 als Dozenten für Musikerziehung und ernannte ihn 1939 zum Professor. 1939/40 war er in gleicher Funktion an der Hochschule in Lauenburg und in Hannover tätig.
Nach Kriegsdienst und sowjetischer Gefangenschaft (1940–1949) arbeitete er bis 1959 im Schuldienst in Essen. 1953 erhielt er einen nebenamtlichen Lehrauftrag für Musikerziehung an der Folkwangschule in Essen. 1955 gründete er mit dem bildenden Künstler Max Burchartz das Musische Seminar für Musik, Gymnastik, Sprechen und Kunst. Zeitgleich erfüllte er einen Lehrauftrag für Musikgeschichte an der Musikakademie Detmold. Von 1965 bis 1969 leitete er den von ihm gegründeten Arbeitskreis „Forschung in der Musikerziehung“. 1959 wurde er Professor für Musikerziehung an der Pädagogischen Hochschule Dortmund, wo er 1973 emeritiert wurde.
Michael Alt wurde vor allem durch seine musikdidaktische Konzeption Orientierung am Kunstwerk bekannt, die er in seinem 1968 erschienenen Buch „Didaktik der Musik. Orientierung am Kunstwerk“ vorstellte.
Seine Schrift Deutsche Art in der Musik (Eichenblatt, Leipzig 1936) wurde in der Sowjetischen Besatzungszone auf die Liste der auszusondernden Literatur gesetzt.

## Schriften (Auswahl)
- Didaktik der Musik. 4. unveränderte Auflage, pädagogischer Verlag Schwan, Düsseldorf 1968, ISBN 3-590-14203-0.